# Alonso Manso
Alonso Manso (Becerril de Campos, Espanya, 1460 - San Juan, Puerto Rico, 27 de setembre de 1539) va ser el primer bisbe de l'Església catòlica assignat al continent americà i primer bisbe de la Diòcesi de Puerto Rico. Va ser també Governador de Puerto Rico entre 1523 i 1524.

## Biografia
Va estudiar teologia a la Universitat de Salamanca. El 15 de novembre de 1504, va ser nomenat bisbe de la Diòcesi de Magua, República Dominicana. El 8 d'agost de 1511, va ser designat bisbe de la recentment creada Diòcesi de Puerto Rico. Alonso Manso va arribar a San Juan en el navili Sant Francisco el 25 de desembre de 1512. Durant el seu bisbat a Puerto Rico, Manso va predicar l'evangeli als indis taïnos, va portar la primera biblioteca al Nou Món, va construir l'hospital San Ildefonso i va començar les obres de la nova Catedral de San Juan.
Va ser nomenat en 1519 com inquisidor apostòlic general d'Índies pel cardenal Adrià d'Utrecht. Com inquisidor no es va deixar manipular per les autoritats civils i les penes imposades per ell eren benignes, com per exemple, la reclusió dels reus a les seves pròpies cases o en residències particulars en comptes de la presó.
En 1529, va consagrar a Sebastián Ramírez de Fuenleal, nou bisbe de la diòcesi de Santo Domingo.
Va morir a San Juan el 27 de setembre de 1539.